# Albert Mayaud
Albert Mayaud   (8è districte de París, 31 de març de 1899 - 12è districte de París, 14 d'agost de 1987) va ser un waterpolista i nedador francès que va competir durant la dècada de 1920. Estava casat amb la nedadora Odette Monard.
El 1920 va prendre part en els Jocs Olímpics d'Anvers, on va disputar la prova de relleus 4x200 metres lliures del programa de natació. Quedà eliminat en sèries. En aquests mateixos Jocs fou novè en la competició de waterpolo. Quatre anys més tard, als Jocs de París, va guanyar la medalla d'or en la competició de waterpolo.
Com a nedador guanyà 2 campionats nacionals en diferents distàncies. El març de 1942 es va unir a la xarxa de resistència CND-Castille